# District de Kurzeme (Riga)
Le District de Kurzeme (letton : Kurzemes rajons) est une division administrative de Riga en Lettonie.
Au 1er janvier 2017, elle compte 126 130 habitants pour une superficie de 79,04 km2.

## Description
Le district de Kurzeme est l'une des six unités territoriales administratives de la ville de Riga, créée en 1969 sous le nom de district de Léningrad de la ville de Riga.
Situé sur la rive gauche du Daugava, dans la partie nord-ouest et ouest de la ville, sa superficie est de 79,04 km2 (25,73 % de l'ensemble du territoire de Riga), en termes de superficie, c'est la plus grande partie de Riga. La population (2018) était de 127 793 personnes (18,4 % de la population totale de Riga). 
Le point culminant de Riga, le Dzegužkalns (28 mètres) est situé dans le quartier. 
L'aéroport de Spilve était le principal aéroport de Riga jusqu'en 1974, date à laquelle la construction de l'aéroport international de Riga a été achevée à Skulte.

## Voisinages
Le district compte  12 voisinages:
- Āgenskalns
- Bolderāja
- Daugavgrīva
- Dzirciems
- Iļģuciems
- Imanta
- Kleisti
- Ķīpsala
- Rītabuļļi
- Spilve
- Voleri
- Zasulauks